# Iryna Merłeni
Iryna Merłeni (Mykulczyn, Melnyk) (ukr. Ірина Олексіївна Мерлені; ur. 8 lutego 1982 w Kamieńcu Podolskim) – ukraińska zapaśniczka startująca w kategorii do 48 kg w stylu wolnym, złota medalistka olimpijska z 2004, brązowa z 2008 i piąta w 2012 w kategorii 48 kg.
Zdobyła pięć medali na mistrzostwach świata i trzy na mistrzostwach Europy. Szósta w Pucharze Świata w 2012. Mistrzyni uniwersjady w 2005. Zwyciężczyni świata juniorów w 1999 i Europy w 2000 roku.